# 拉科洛拉達 (洛斯桑托斯區)
拉科洛拉達（西班牙語：La Colorada），是巴拿馬的城鎮，位於該國中南部，由洛斯桑托斯省的洛斯桑托斯區負責管轄，面積20.7平方公里，海拔高度286米，2010年人口1,030，人口密度每平方公里49.8人。